# Zadnia Łomnicka Czuba
Zadnia Łomnicka Czuba (słow. Prostredný Lomnický hrb, Malý Lomnický hrb) – skaliste wzniesienie w południowo-wschodniej grani Łomnicy, położone w dolnej części odcinka zwanego Łomnicką Granią. Ma wysokość 1792 lub 1896 m. Na północnym zachodzie graniczy z Małą Łomnicką Basztą, od której oddziela ją płytki Niżni Myśliwski Przechód, natomiast na południowym wschodzie graniczy ze Skrajną Łomnicką Czubą. Pomiędzy dwoma Łomnickimi Czubami rozlega się grzbiet porośnięty kosodrzewiną bez wyraźnego obniżenia.
Zachodnie stoki Zadniej Łomnickiej Czuby opadają do Doliny Małej Zimnej Wody, natomiast wschodnie są uformowane przez rozległe Szerokie Pole, z którego w kierunku Łomnickiej Uboczy opadają dwa żleby: Szkaradna Żlebina i Głęboka Żlebina, oddzielone od siebie Szkaradną Grzędą.
Turnia jest wyłączona z ruchu turystycznego. Najdogodniejsza droga dla taterników prowadzi na nią od południowego zachodu przez Skrajną Łomnicką Czubę. Zadnia Łomnicka Czuba, podobnie jak inne obiekty w Łomnickiej Grani, była odwiedzana od dawna przez myśliwych polujących na kozice.
W przeszłości wzniesienie nazywano po prostu Łomnicką Czubą.